# Ross Marquand
Ross Wayne Marquand (Fort Collins, 22 d'agost de 1981) és un actor estatunidenc. Conegut pel seu paper d'Aaron a la sèrie de televisió The Walking Dead.

## Primers anys de vida
Marquand va néixer a Fort Collins, Colorado. La seva primera incursió en la interpretació va començar a l'edat de nou anys quan va jugar un petit paper en una obra teatral de l'església. Poc després es va unir als Boy Scouts of America (on va assolir el rang de Eagle Scout) i va començar a suplantar la celebritat en les cerimònies de foc de camp.
Mentre assistia a la Universitat de Colorado a Boulder, Marquand va protagonitzar diverses produccions, incloent To Kill a Mockingbird, The Passion of Dracula i The Cherry Orchard. Es va graduar amb una llicenciatura en belles arts en representació teatral.

## Carrera
Després de la universitat, es va traslladar a Los Angeles i ràpidament va cridar l'atenció en diversos projectes de cinema i televisió. Va jugar a un policia tort amb molt de gust a The Sabi Company's Down and Dangerous (2013). Marquand va interpretar la llegenda de la pantalla Paul Newman a Mad Men d'AMC. Marquand és conegut sobretot pel paper recurrent d'Aaron a The Walking Dead, el primer personatge masculí gai de la popular sèrie de televisió.
A l’abril de 2018, Marquand va debutar a l’Univers cinematogràfic de Marvel com a Red Skull a Avengers: Infinity War, en substitució de Hugo Weaving, ja que aquest últim actor havia expressat anteriorment reticències pel que fa a repetir el paper de Captain America: The First Avenger.
Actuat actor de veu en off, Ross ha prestat el seu talent a produccions com Phineas i Ferb, Conan, i videojocs com Battlefield Hardline. També és conegut per suplantar una gran quantitat de celebritats com Michael Caine, Sylvester Stallone, Matthew McConaughey i més de 50 persones més. Aquesta experiència va conduir a un paper protagonista i productor a Impress Me de Pop TV, dirigit per Ben Shelton i Rainn Wilson.

## Filmografia

### Actor
| Any  | Títol                    | Paper               | Notes           |
| ---- | ------------------------ | ------------------- | --------------- |
| 2006 | Love Sick                |                     | Pel·lícula Curt |
| 2009 | A Lonely Place for Dying | Nikolai Dzerzhinsky | També productor |
| 2014 | Sam & Amira              | Greg                |                 |
| 2018 | Avengers: Infinity War   | Red Skull           |                 |
| 2019 | Avengers: Endgame        | Red Skull           |                 |

| Any       | Títol            | Paper              | Notes               |
| --------- | ---------------- | ------------------ | ------------------- |
| 2009      | I Heart Vampires | Siona's Publicist  | 5 episodis          |
| 2013      | Mad Men          | Paul Newman        | episodi: 6x05       |
| 2015–2022 | The Walking Dead | Aaron              | 70 episodis         |
| 2015      | Impress Me       | Ross Marvin        | 13 episodis         |
| 2016      | Deadbeat         | Hugh Janus         | episodi: 3x08       |
| 2017      | Brockmire        | Brockmire's Father | episodi: 1x06       |
| 2017      | The Last Tycoon  | Prince of Wales    | episodis: 1x03-1x04 |

### Doblatge
| Any  | Títol                                       | Paper                      | Notes      |
| ---- | ------------------------------------------- | -------------------------- | ---------- |
| 2021 | Invencible                                  | Immortal, Rudy Connors     | 8 episodis |
| 2021 | What If...?                                 | Johann Schmidt / Red Skull | 3 episodis |
| 2022 | Doctor Strange in the Multiverse of Madness | Ultron Sentries            |            |